# Кондратьев, Вячеслав Леонидович
Вячесла́в Леони́дович Кондра́тьев (30 октября 1920, Полтава, Украинская ССР, СССР — 23 сентября 1993, Москва, Россия) — советский писатель, поэт и прозаик, художник-оформитель. Участник Великой Отечественной войны.

## Биография
Родился Вячеслав Кондратьев 30 октября 1920 года в Полтаве в семье инженера-путейца. Русский. В 1922 семья переехала в Москву. С первого курса МАРХИ в 1939 году был призван в РККА Дзержинским РВК г. Москвы. Проходил службу в железнодорожных войсках на Дальнем Востоке.
В декабре 1941 года направлен на фронт. В 1942 году 132-я стрелковая бригада, в составе которой воевал Кондратьев, вела тяжёлые бои подо Ржевом. Помощник командира взвода отдельного стрелкового батальона, сержант Кондратьев приказом ВС 30-й армии Калининского фронта №: 12/н от: 26.04.1942 года был награждён медалью «За отвагу» за то, что 7 апреля 1942 года в бою за деревню Овсянниково (ныне не существует) после гибели командира взвода под ураганным огнём противника поднял бойцов в атаку. Согласно наградному листу, в этом бою лично Кондратьевым из стрелкового оружия было уничтожено 12 немецких солдат, а броском гранаты он вывел из строя станковый пулемёт противника.
Получил ранение и после отпуска, предоставленного по ранению, направлен в железнодорожные войска. Был повторно и тяжело ранен. В госпитале пробыл на излечении полгода, в 1944 году комиссован с инвалидностью. Младший лейтенант.
В 1958 году окончил Московский полиграфический институт. Продолжительное время работал художником-оформителем. Писал с начала 1950-х, но впервые опубликовался только в возрасте 59 лет. Первую повесть — «Сашка» — опубликовал в феврале 1979 года в журнале «Дружба народов». В 1980 году в журнале «Знамя» были напечатаны рассказ «День Победы в Чернове», повести «Борькины пути-дороги» и «Отпуск по ранению».
В 1985 году награждён орденом Отечественной войны 1-й степени.
Писатель жил в Москве. Состоял в СП СССР (1980), избирался членом правления (1986—1991), сопредседателем (в 1993); был членом Русского ПЕН-центра, с мая 1993 президентом АО «Дом Ростовых».

Могила Вячеслава Кондратьева

В. Л. Кондратьев покончил с собой (застрелился) 23 сентября 1993 года. Похоронен в Москве на Кунцевском кладбище.

## Экранизации
- Сашка (1981)
- Привет с фронта (1983)
- Брызги шампанского (1988)
- Ржев (2019)
- Сашка. Дневник солдата (2021)

## Награды
- орден Отечественной войны I степени (6.4.1985)[1]
- медаль «За отвагу» (26.4.1942)[1]
- медаль «За победу над Германией в Великой Отечественной войне 1941—1945 гг.»

## Премии
- премия журнала «Дружба народов» (1979)
- премия Московского комсомола (1980)
- премия «Литературной газеты» (1989)[7]